# مثير مضاد
المُثير المضاد أو المُهيّج المضاد هي مادة تسبب تهيجًا أو التهابًا خفيفًا في مكان ما بهدف تقليل الانزعاج و / أو الالتهاب في مكان آخر.  تندرج هذه الطريقة في فئة التحفيز المضاد الأكثر عمومية.